# María de Pérez Almiroty
Pour les articles homonymes, voir María Pérez et Perez.
María Martínez Acosta de Pérez Almiroty, née le 25 juin 1883 à Ponce (Porto Rico) et morte le 1er juillet 1977, est une enseignante et femme politique portoricaine. En 1936, elle est la première femme élue au Sénat de Porto Rico.

## Biographie

### Origines et études
Née à Ponce (Porto Rico), elle est la fille de Carmelo Martínez Rivas et Elvira Acosta de Martínez. Son frère, Carmelo Martínez Acosta, est journaliste. En 1904, elle sort diplômée de l'université de Porto Rico avec une formation d'enseignante.

### Carrière politique
En 1922, elle préside le Women's Civic Club (en), travaillant notamment sur les problèmes de santé infantile. Peu après l'obtention du droit de vote et de l'éligibilité pour les Portoricaines, elle devient la première femme sénatrice de Porto Rico, s'étant présentée sous la bannière du Parti libéral lors des élections de 1936. Seule femme membre de ce Sénat, elle fait partie des parlementaires qui envoient en 1939 une lettre de protestation au Sénat des États-Unis, afin de protester contre la législation restreignant le travail des femmes dans les territoires dépendants du pays, dont fait partie Porto Rico. Elle dirige brièvement le Parti libéral en 1938, après la mort d'Antonio Rafael Barceló (en). Elle ne se représente pas lors du scrutin de 1940.
Elle meurt en 1973, âgée d'environ 90 ans.

## Vie privée
Elle est mariée à Federico Pérez Almiroty, un avocat qui meurt en 1938. Ils ont deux enfants, Blanca et Federico.

## Hommage
Elle est l'une des douze femmes portoricaines dont la mémoire est commémorée par une plaque sur la Plaza en Honor a la Mujer Puertorriqueña, à San Juan. Par ailleurs, une école primaire porte son nom dans la même ville.